# Bataille de Modder River
Pour les articles homonymes, voir Bataille des Deux Rivières (homonymie).
Seconde guerre des Boers
Batailles
Raid Jameson (décembre 1895 - janvier 1896)
- Doornkop

Front ouest (octobre 1899 - juin 1900)
- Kraaipan
- Belmont
- Graspan
- Modder River
- Stormberg
- Magersfontein
- Kimberley
- Paardeberg
- Poplar Grove
- Driefontein
- Sand River
- Mafeking
- Doornkop
- Biddulphsberg
- Lindley
- Diamond Hill

Front est (octobre 1899 - août 1900)
- Talana Hill
- Elandslaagte
- Rietfontein
- Bataille de Ladysmith
- Colenso
- Spion Kop
- Vaal Krantz
- Siège de Ladysmith
- Libération de Ladysmith
- Bergendal

Raids et guérillas (mars 1900 - mai 1902)
- Sanna's Post
- Mostertshoek
- Jammerbergdrift
- Roodewal
- Bothaville
- Leliefontein
- Nooitgedacht
- Vlakfontein
- Groenkloof
- Elands River
- Bloedrivier Poort
- Bakenlaagte
- Groenkop
- Tweebosch
- Rooiwal

La bataille de Modder River (en afrikaans Slag van die Twee Riviere, littéralement bataille des Deux Rivières) fut un affrontement de la seconde guerre des Boers, qui s'est tenu sur la Modder River, le 28 novembre 1899. Une colonne britannique dirigée par  Lord Methuen et qui tentait de libérer Kimberley força les troupes boers du Général Piet Cronjé à la retraite, mais il souffrit de lourdes pertes.

## Situation en novembre 1899
Lorsque la guerre éclata, l'une des premières cibles boers fut naturellement la ville minière (diamants) de Kimberley, qui se trouvait près du point tri-frontière entre la Colonie du Cap, et les républiques boers du Transvaal et de l'État libre d'Orange. Bien que les Boers assiégèrent rapidement la ville, ils ne tentèrent pas de la prendre ni d'envahir la Colonie du Cap.
Pendant ce temps, les renforts britanniques se mirent en route vers l'Afrique du Sud. Leur commandant, le Général Sir Redvers Buller envoya la 1st Infantry Division dirigée par le Général Lord Methuen pour lever le siège de Kimberley. Cette décision fut notamment prise pour des raisons de prestige, la capture de Kimberley (où Cecil Rhodes, ancien Premier Ministre de la colonie du Cap et conquérant se trouvait encerclé) pouvant s'avérer une action de propagande majeure.
Au cours du mois de novembre, les hommes de Methuen avancèrent le long de la voie de chemin de fer du Cap occidental en direction de Kimberley. Ils durent se battre et remportèrent deux batailles contre les Boers de l'État libre d'Orange du Général Jacob Prinsloo à Belmont et Graspan.

## Stratégie boer

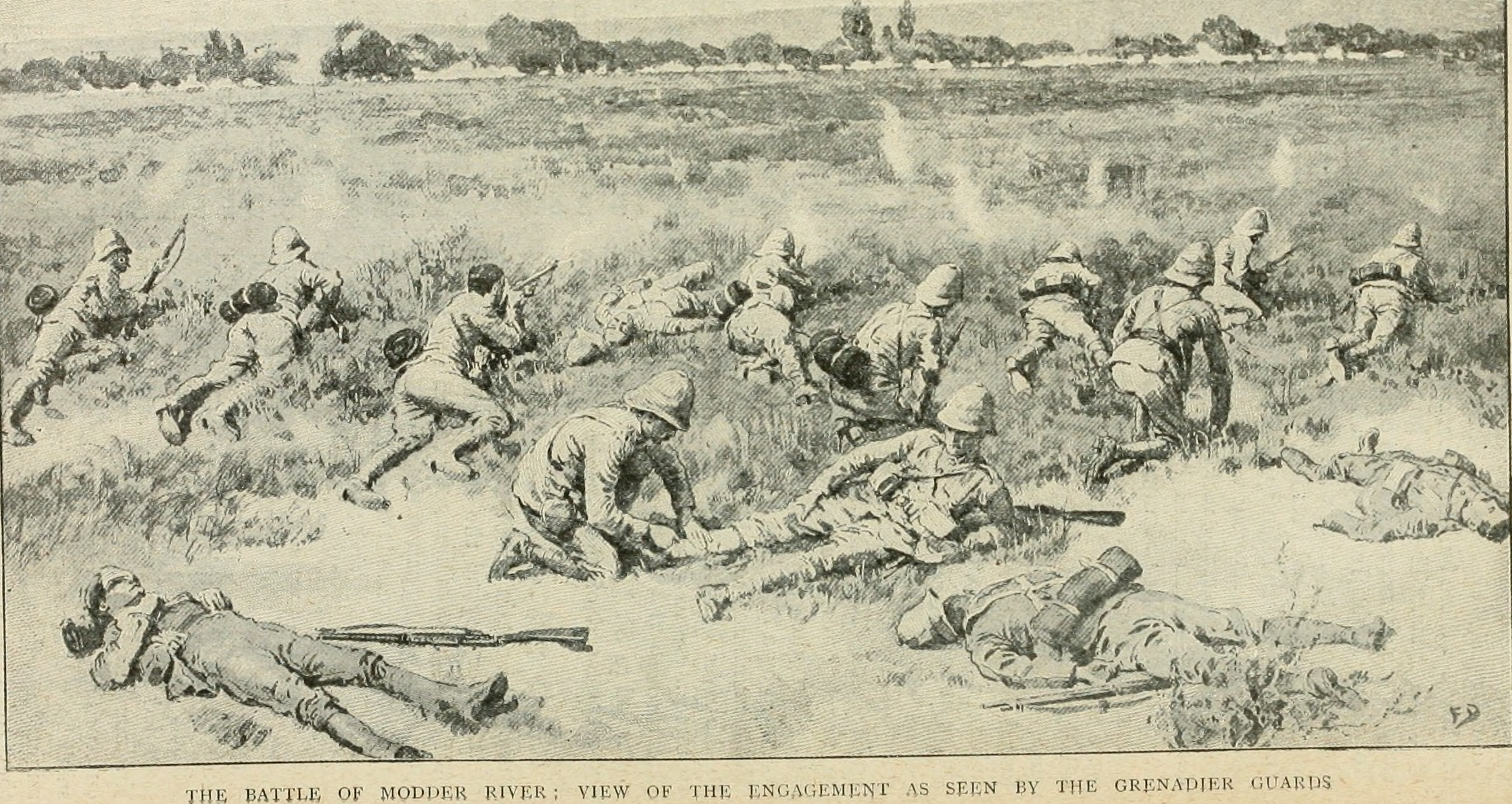
Modder River

Les Boers avaient été renforcés par un important contingent du Transvaal sous les ordres du Général Koos de la Rey, qui proposa un plan de défense radicalement différent. Il remarqua que les Boers avaient précédemment été facilement délogés des kopjes (collines) qu'ils occupaient. Les kopjes constituaient des repaires aisés pour l'artillerie britannique présente en nombre supérieur. De plus, la trajectoire des fusils boers depuis le sommet des kopjes était distante, descendante et perdait en précision. Les balles ne pouvaient aligner l'ennemi, et se concentraient sur une profondeur d'environ deux mètres. Une fois les Britanniques au pied de la colline, ils pouvaient profiter des variations du terrain et de rochers, et dès lors facilement attaquer les Boers à la baïonnette.
De la Rey proposa dès lors de tirer avantage de la trajectoire rectiligne des fusils Mauser dont les Boers étaient équipés, et d'utiliser la plaine monotone. Il demanda à ses hommes de creuser des tranchées sur les rives de la Modder River, desquelles ils pouvaient tirer à longue distance en alignant l'ennemi. Le Général Piet Cronjé, qui arriva plus tard avec la force boer principale, accepta ce plan.
La zone de combat comprenait deux hôtels ainsi que le village de Rosmead, où les riches habitants de Kimberley venaient se délasser. Les tranchées boers se trouvaient à 29° 02′ 21″ S, 24° 37′ 35″ E, sur la rive sud de la rivière Modder ainsi que la plus petite rivière Riet (en) qui confluait avec la rivière Modder à la station de chemin de fer. Les Boers disposaient de quatre canons de campagne et un Maxim "pom-pom" (un petit canon à tir rapide) de la Staatsartillerie (artillerie d'état) de l'État libre d'Orange. Ils déployèrent ces pièces de façon dispersée au nord et à l'est de la rivière. Plusieurs emplacements furent aménagés pour chaque canon, ce qui pouvait dès lors permettre de les déplacer en cas de riposte de l'artillerie adverse.

## Stratégie britannique
L'armée de Methuen comprenait deux brigades d'infanterie (le 1st Infantry Brigade du Général-Major Henry Colvile et la 9th Brigade du Général-Major Reginald Pole-Carew), deux régiments montés, trois batteries d'artillerie de campagne (18th, 62nd et 75th) et quatre canons de la Brigade navale. Des renforts devaient arriver par chemin de fer.
La cavalerie britannique (le 9th Queen's Royal Lancers et une unité recrutée au Cap, les Rimington's Guides), firent quelques tentatives pour reconnaitre le terrain, mais ne purent détecter les tranchées de De la Rey et le reste des préparatifs (notamment diverses marques telles pierres peintes en blanc et des boites de conserve de biscuit). À 4h30 le 28 novembre, les troupes de Methuen se déployèrent et avancèrent vers la rivière Modder, sans autre plan que de la traverser et de déjeuner.

## La bataille
Lorsque les troupes britanniques arrivèrent à environ un kilomètre de la rivière, Methuen dit à Colvile, "Ils ne sont pas ici." Colvile lui répondit, "Ils sont alors assis particulièrement serrés". Et les Boers ouvrirent le feu à cet instant. La plupart des soldats britanniques durent alors se coucher pour éviter les tirs, ce sans pouvoir trouver d'abris sur le sol. Les Guards tentèrent de contourner les Boers par la gauche, mais ne purent passer la rivière Riet. Les canons britanniques bombardèrent les bâtiments aux environs de la station de chemin de fer, ainsi que les peupliers sur la rive nord de la rivière, mais ils ratèrent complètement les tranchées boers de la rive sud. Pendant ce temps, les canons boers continuèrent à faire feu sans être inquiétés, en changeant régulièrement de position.
La bataille se déroula en impasse toute la journée. L'essentiel de l'infanterie britannique resta étendue sur le sol, soumise à la chaleur et à la soif, obligée de rester sur place sous peine de courir le risque de se faire tuer. Stoïquement, certains fumaient la pipe ou même s'endormirent. Methuen chevaucha le champ de bataille pour tenter de relancer l'assaut, mais il fut lui-même blessé. Vers midi, des soldats de la 9th Brigade aperçurent une possibilité de reprendre l'initiative sur le flanc droit des Boers au gué de Rosmead. L'infanterie britannique passa le gué vers 1h00, et bouta les Boers hors du village de Rosmead. L'attaque ne fut pas coordonnée et les Britanniques eurent à souffrir de pertes lorsque des canons de la 62e les prirent pour cible. À la nuit tombée, De la Rey les avait réduits à une petite tête de pont.
Cependant, les Boers craignirent de se faire attaquer par les flancs, et décidèrent d'une retraite nocturne.

## Après la bataille

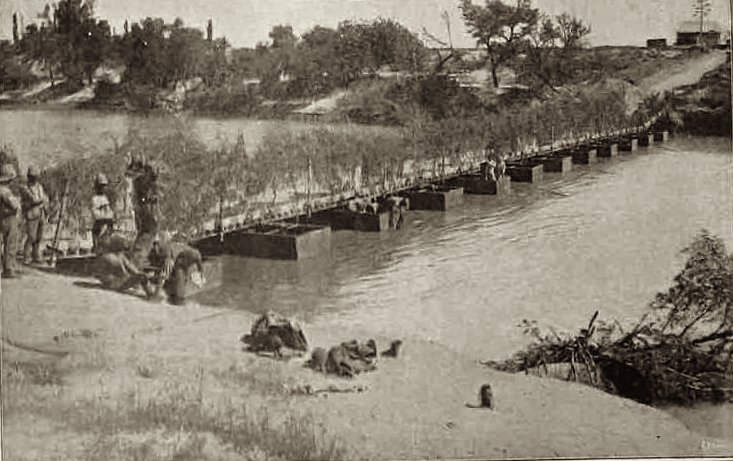
Ponton sur la rivière Modder construit par les Britanniques après destruction du pont par les Boers

Methuen déclara que la bataille fut "l'un des dures et l'un des plus éreintants combats dans les annales de l'Armée britannique". Bien que les pertes n'aient pas été extrêmement lourdes (entre 450 et 480 personnes), surtout parce que les Boers avaient ouvert le feu prématurément, il est clair que toute attaque frontale de l'infanterie contre un ennemi utilisant des fusils à répétition, était impossible. Les Britanniques durent marquer le pas pendant 10 jours, pour évacuer les blessés, attendre les renforts et réparer les lignes de communication. Ce délai permit aux Boers de mettre en place tranchées et défenses qui seraient utilisées lors de la bataille de Magersfontein.
Du côté des Boers, il y eut 80 victimes, dont Adriaan, le fils ainé de Koos de la Rey, mortellement blessé par un obus.

## Bilan de la bataille
« Modder River - 28 novembre 1899
Victoire britannique ~ Ce fut un jour éprouvant, de par la chaleur, en particulier à partir de 4h30, pour cette troisième bataille de la semaine. Les Boers s'enfuirent après que les Britanniques eurent capturé cette position stratégique. La bataille la plus dure depuis le début de la guerre. Une offensive presque impossible. Les pertes boers atteignent peut être les 150 individus, essentiellement dues aux tirs d'obus. 70 Britanniques furent tués et 413 autres blessés. »